# Kerek repkény

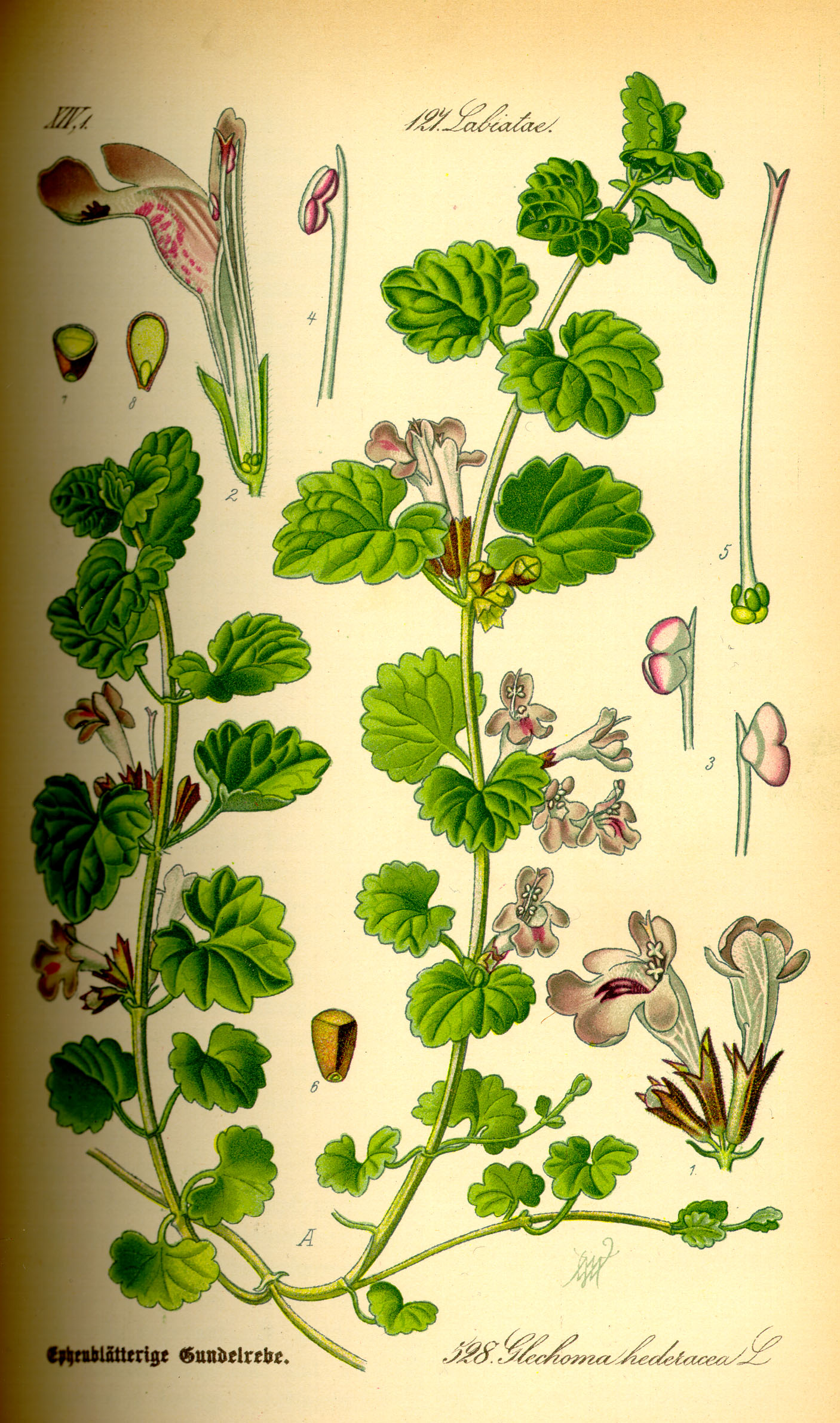

A kerek repkény vagy földi repkény, földi borostyán (Glechoma hederacea) az ajakosvirágúak rendjébe, ezen belül az árvacsalánfélék családjába tartozó növényfaj.
A germán gyógyászatban nagyra becsülték. Német nevének "Gundermann" szótöve, a "Gund" (genny), a sebkezelésnél való alkalmazására utal.

## Származása, elterjedése
Ázsiában és Európában honos, így Magyarországon is. Észak-Amerikába betelepítették.

## Életmódja, élőhelye
Erdőkben, cserjésekben, réteken, valamint utak mellett gyakori évelő növény.
Gyorsan terjed, ahogy messzire kúszó szárai legyökereznek. A parkok, kertek árnyasabb részein jó talajtakaró; szárazabb kertekben a gyepet pótolják vele.

## Megjelenése, jellemzői
Szárai elfekvők, a virágzó hajtásrész 15–30 centiméter magasra felemelkedik. A hajtás keresztmetszete nagyjából négyzetes. Gyökere vékony, szétterülő.
Csipkés szélű levelei keresztben átellenesek, 1–3 centiméter hosszúak. A szár alsó részén általában vese alakúak, a felálló száron kissé szíves vállúak, tojásdadok. Irtásréteken, napsütötte helyeken levelei kisebbek és kopaszok, sötétbíbor hajtásain sötétebbek a virágok. Az árnyasabb erdőkben a virágok halványabbak, levelei szőrösek.
Kétajkú, általában halvány ibolyaszínű, ritkábban rózsaszínes vagy fehér virágai a felső levelek hónaljában csoportosulnak, akár hat virág is egy csomóban. A virágok pártái egy, másfél centiméter hosszúak. Kora tavasztól júniusig virágzik.

## Hatóanyagai
Drogja a virágzó hajtás (Hederae terrestis herba) keserű anyagot, cseranyagot, szaponint, illóolajokat, kolint, gyantát, viaszt tartalmaz.

## Gyógyászati felhasználása
Teáját teakeverékekben légcsőhurut, emésztési zavarok ellen, a népgyógyászatban epe-, vese-, gyomor- és légzőszervi megbetegedések ellen, valamint száj- és garatüreg gyulladásnál gargalizálásra használják. Enyhe nyugtató hatása igazolt. A drogja erős hatású!
Fogyasztása mértékkel javasolt, mert kis mértékben tartalmaz toxikus anyagot és kámfort.

### Gyűjtése
A növény föld feletti részét gyűjtik virágzáskor.